# Corps d'armée Merker
Le corps d'armée Merker (en allemand : Armeekorps Merker) était un corps d'armée de l'armée de terre allemande: la Heer au sein de la Wehrmacht pendant la Seconde Guerre mondiale.

## Hiérarchie des unités
| Nom          | Nbre d'hommes       | Unités subalternes                | Grade de commandement                 |
| ------------ | ------------------- | --------------------------------- | ------------------------------------- |
| Heeresgruppe | + 300 000           | 2 à + Armeen (Armées)             | Generaloberst ou Generalfeldmarschall |
| Armee        | + 100 000 - 300 000 | 2 à + Armeekorps (Corps d'armées) | General ou Generaloberst              |
| Armeekorps   | + 30 000 - 80 000   | 2 à + Divisionen (Division)       | Generalleutnant ou General            |
| Division     | + 10 000 – 20 000   | 2 à 6 Brigaden (Brigade)          | Generalmajor ou Generalleutnant       |
| Brigade      | + 3 000 – 5 000     | jusqu'à 3 Regimentern (Régiment)  | Oberst ou Generalmajor                |

## Historique
L’Armeekorps Merker est formé le 21 avril 1945 à partir de la Division Münsingen.
Son organisation et sa hiérarchie de commandement étant des plus flous dans ces moments de conflits, il est dissous le 22 avril 1945.

## Organisations

### Commandants successifs
| Date                          | Grade           | Commandant    |
| ----------------------------- | --------------- | ------------- |
| 21 avril 1945 - 22 avril 1945 | Generalleutnant | Ludwig Merker |

## Théâtres d'opérations
- sud de l'Allemagne - Münsingen : Avril 1945

## Ordre de batailles

### Rattachement d'Armées
| Date      | Armée     | Groupe d'Armées |
| --------- | --------- | --------------- |
| 1945      |           |                 |
| 8 février | 19. Armee | Heeresgruppe G  |

### Unités subordonnées

#### Unités rattachées
21 avril 1945
- 189. Infanterie-Division
- Division Nr. 405
- Division Nr. 465

## Sources
- (de) Armeekorps Merker sur lexikon-der-wehrmacht.de